# Metro Mondego
O Metro Mondego foi um projeto para a construção de uma rede de metropolitano ligeiro de superfície nos municípios de Coimbra, Miranda do Corvo e Lousã, na região Centro de Portugal. Foi a primeira versão do projeto do Sistema de Mobilidade do Mondego antes de este projeto ser profundamente reformulado em 2017. O projeto do Metro Mondego incluía duas linhas: uma — a Linha do Lousã — teria 37 km e resultaria da transformação do Ramal ferroviária da Lousã numa linha de metro. A outra linha do Metro Mondego seria a Linha do Hospital, uma linha nova de 4 km que começaria na Linha da Lousã na Baixa de Coimbra e terminaria no Hospital da Universidade. Assim, a rede do Metro Mondego teria uma extensão de 41,9 km e um total de 43 estações. Veículos ferroviários do tipo tram-train circulariam na zona urbana e suburbana de Coimbra até às vilas de Miranda do Corvo e Lousã.
Os primeiros projetos para converter o Ramal da Lousã numa linha de metro de superfície e para dotar a região de Coimbra de uma rede de metro de superfície foram apresentados em inícios da década de 1990. Em 1996 os municípios de Coimbra, Miranda do Corvo e Lousã assim como a CP fundaram a empresa Metro Mondego S.A. com o objetivo de desenvolver, construir e explorar esse sistema de metro. Em 2001, o Estado português adquiriu a maioria do capital da empresa. Depois de vários anos de avanços e recuos, o projecto do Metro Mondego ganhou uma nova orientação em 2006 com a divisão do projecto em duas fases. A primeira incluía a remodelação e eletrificação de todo o Ramal da Lousã desde Coimbra-B até Serpins (concelho da Lousã) e a aquisição do Material Circulante, ficando para a segunda fase a construção da nova Linha do Hospital.
Em ordem a converter o Ramal da Lousã numa linha de metro, o troço Miranda do Corvo–Serpins foi encerrado em Dezembro de 2009, seguindo-se em Janeiro de 2010 o encerramento do troço Coimbra-A–Miranda do Corvo (o troço Coimbra-B–Coimbra-A não chegou a ser encerrado). As obras do Metro Mondego iniciaram-se e estava previsto que os primeiros veículos começariam a circular em 2011 ou 2012. No entanto, aparentemente devido aos efeitos da crise financeira que Portugal estava a viver, o governo suspendeu as obras do Metro Mondego em Novembro de 2010, numa altura em que já tinham sido gastos €107 milhões no projeto.
Em 2017, o governo português abandonou o projeto do Metro Mondego e substituiu-o por um novo projeto que se passou a chamar apenas Sistema de Mobilidade do Mondego: manteve-se o projeto de duas linhas (Linha da Lousã e Linha do Hospital), mas em vez de um metro ligeiro, o governo optou por instalar um sistema de autocarros elétricos do tipo Bus Rapid Transit ou Metrobus no canal do que seriam as linhas de metro.

## História

### A Ideia de Um Túnel no Centro da Cidade
A razão inicial para a construção de uma linha de metro de superfície entre Coimbra e Serpins não foi a necessidade de melhorar a rede de transportes urbanos de Coimbra, mas sim resolver a situação de ter um ramal ferroviário isolado da rede ferroviária nacional. Com efeito, por razões de segurança o serviço no Ramal da Lousã nos últimos trinta anos terminava em Coimbra Parque, a 800m da estação Coimbra A, que por sua vez tem ligação a Coimbra B, na Linha do Norte.
Em 1989, a solução encontrada para este problema, através de acordo entre o Estado, a CP (então responsável pelas infraestruturas ferroviárias) e a Câmara Municipal de Coimbra (CMC), foi a construção de um túnel entre aquelas duas estações, o que permitiria retomar as ligações ferroviárias desde o Ramal da Lousã até Coimbra B.

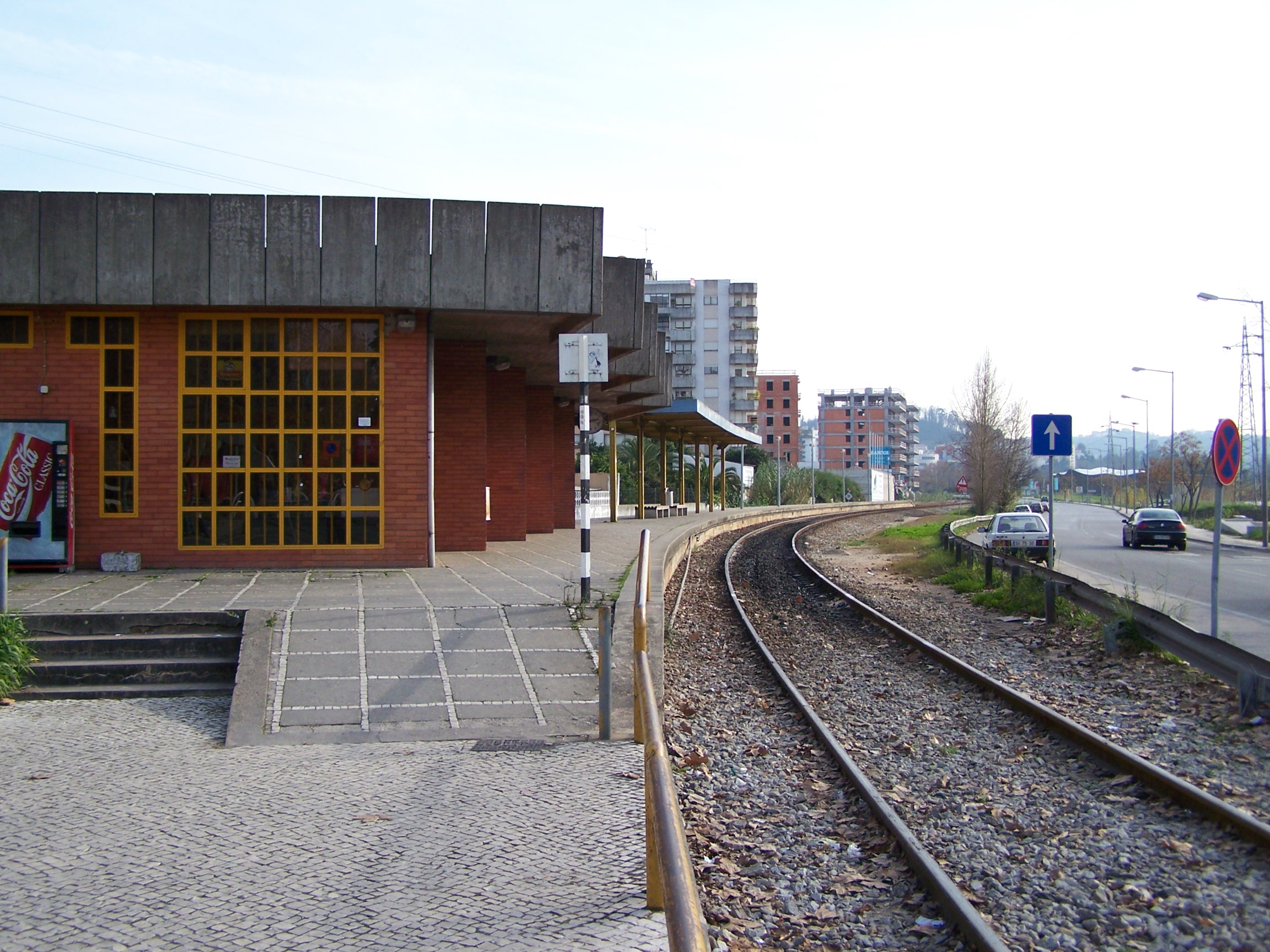
Apeadeiro de Coimbra-Parque.

Três anos mais tarde, a CMC propõe a construção de uma rede de Metro de Superfície, uma vez que o anterior acordo não foi implementado. Esta poderia ser uma solução para o crescente problema da mobilidade em Coimbra, e seria o regresso ao sistema de transportes que existiu na cidade até 1980 com o eléctrico (extinto nesta data), os trolleys e os autocarros a diesel. Do mesmo modo, poderia, assim, ficar também resolvido o problema do isolamento do Ramal da Lousã. As autarquias de Coimbra, Lousã e Miranda do Corvo acordaram então com a CP a implementação desta solução, ficando esta empresa com a incumbência de liderar o projecto.
Nos meses seguintes pouca coisa mudou. A CP terá atrasado a construção mas atribuiu, por sua vez, as responsabilidades do atraso ao Governo Português e às três autarquias. Em Abril de 1993, o então Ministro do Ambiente e Ordenamento do Território, Luís Valente de Oliveira, veio a público anunciar a modernização do Ramal Lousã. O custo da modernização foi estimado na altura em 10,9 milhões de contos, cerca de 54,4 milhões de euros a preços da época. A entidade adjudicante para a modernização da linha e instalação do Metro de Superfície seria, comunicou então o ministro, uma empresa pública participada por outras empresas de capital público. Em Março de 1994 é aprovada no Parlamento a lei que permite a criação desta empresa. A esta data seguiu-se mais alguma demora causada pela CP, operadora e proprietária do Ramal da Lousã e candidata a participar no capital da futura sociedade, uma vez que não foi indicava a forma como pretendia fazer a entrada nesse capital.

### Fundação da Metro Mondego, S.A.
Em Maio de 1996 foi constituída a Metro-Mondego, S.A.. A maioria do capital da empresa pertencia às três autarquias no seu conjunto com 66 milhões de escudos (cerca de 330.000 euros, correspondentes a 66%). Os outros accionistas eram a CP com 29 milhões de escudos (cerca de 145.000 euros, 29%) e o Metropolitano de Lisboa com cinco milhões de escudos (cerca de 25.000 euros, 5%).
Nos anos seguintes foi várias vezes anunciado o começo das obras do Metro Mondego, no entanto, não houve qualquer iniciativa por parte do Governo nesse sentido.

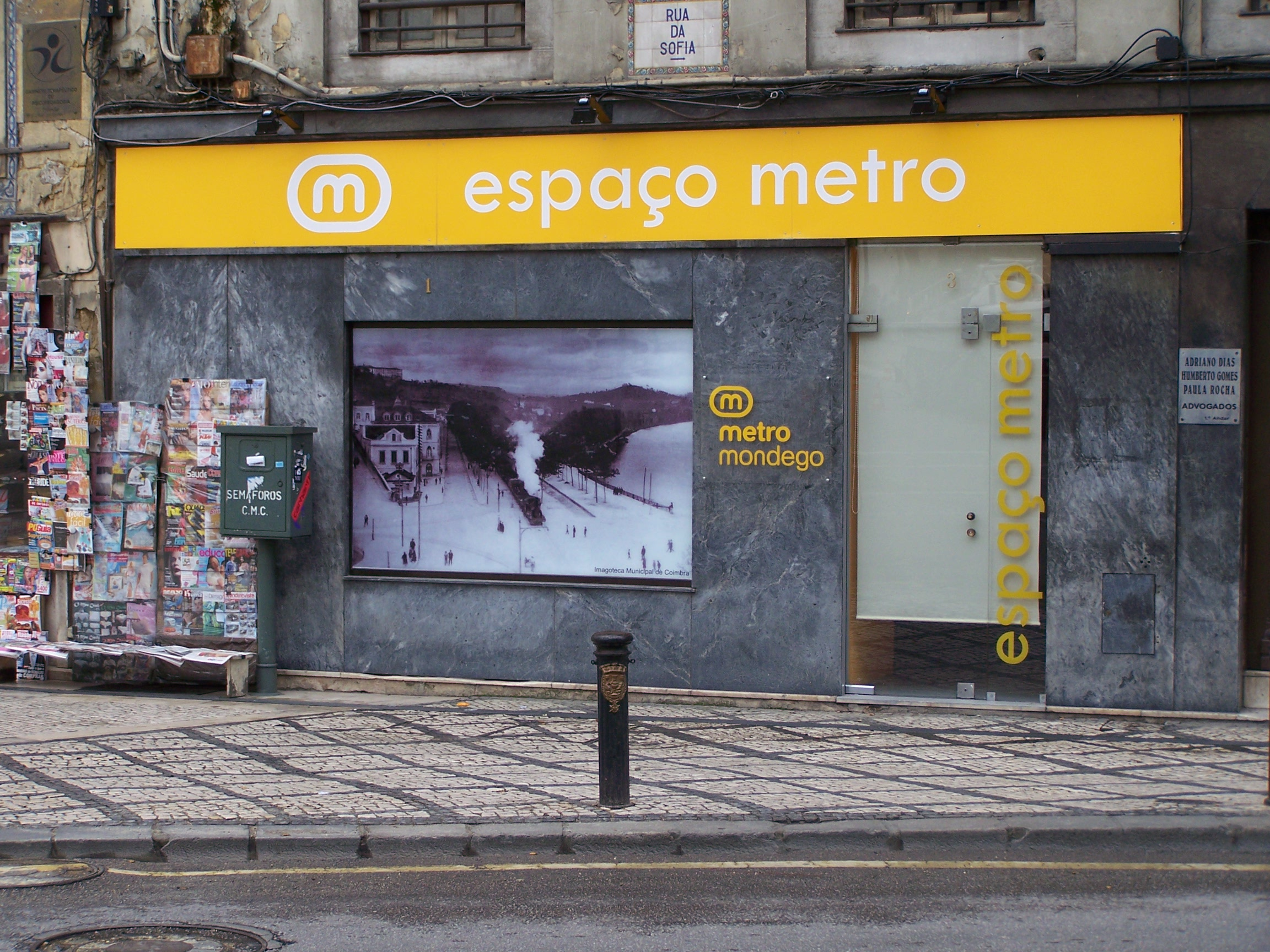
Espaço do Metro Mondego.

Durante este período de espera foram sendo efectuadas novas propostas, tanto por apoiantes como por opositores do projecto. O partido Bloco de Esquerda propunha a construção de um túnel entre Coimbra Parque e Coimbra B que permitisse o atravessamento da cidade pelos comboios convencionais, à semelhança do que acontece em Lisboa e em várias cidades europeias, deixando cair dessa forma o conceito de metro de superfície. Esta proposta foi também defendida num artigo de 2005 elaborado por Carlos Fonseca (professor de matemática da Universidade de Coimbra), e Manuel Margarido Tão (geógrafo e doutor em Economia dos Transportes pela Universidade de Leeds).
Também a Comissão de Utentes do Ramal da Lousã e o Sindicato Nacional dos Trabalhadores do Sector Ferroviário defendiam um plano de modernização que incluísse a electrificação da linha, uma renovação das estações ferroviárias, a compra de novos veículos e a extensão do ramal a Góis e a Arganil.
Em Setembro de 2000, o então Secretário de Estado dos Transportes, Rui Cunha, preocupado com a demora na implementação do projecto, toma a decisão de passar a incluir na administração da Metro Mondego uma equipa de gestores profissionais. Toma também a decisão de aumentar o capital da empresa para fazer face aos desafios futuros, nomeadamente o lançamento do concurso público internacional para a elaboração do projecto.

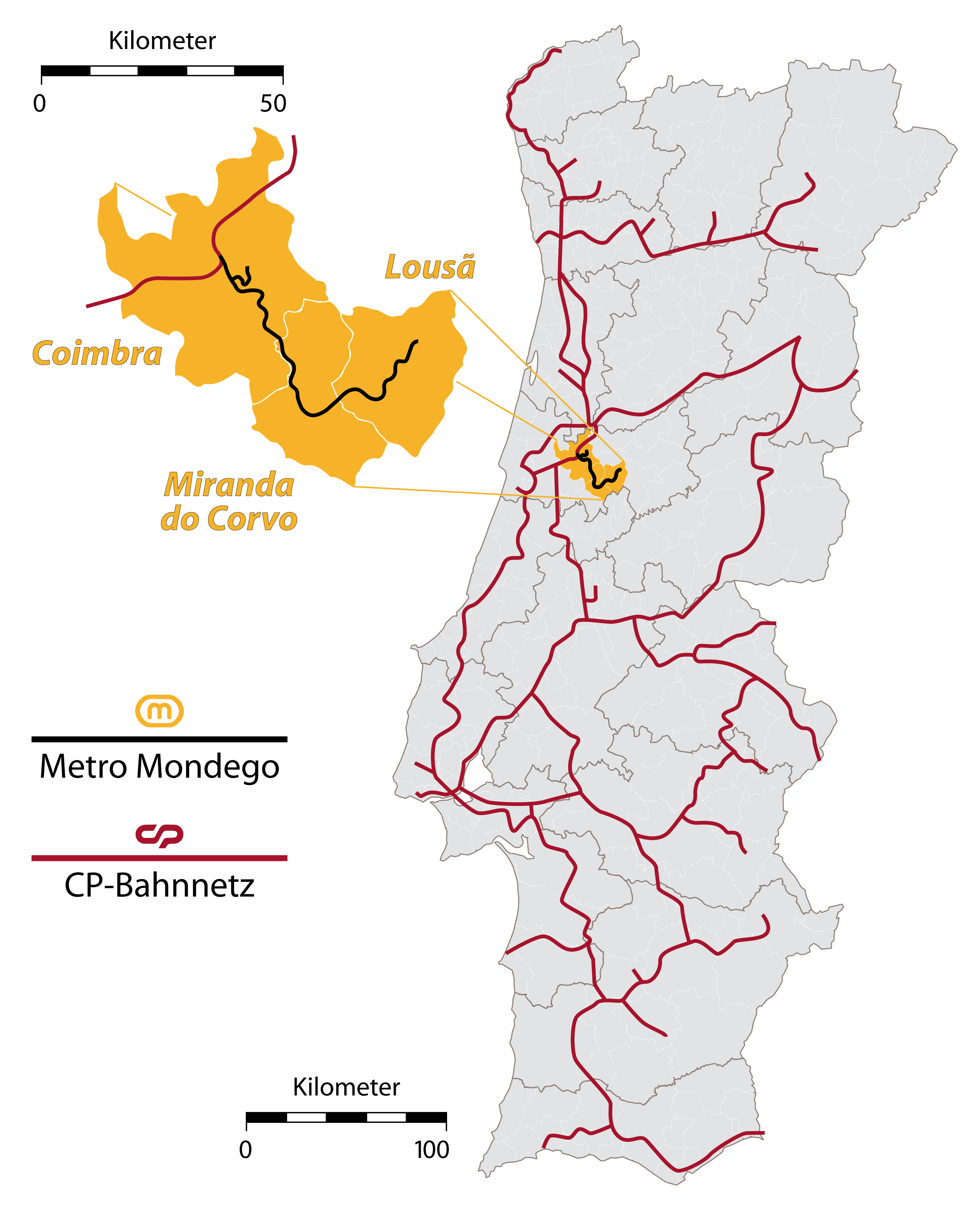
Localização do Metro Mondego em Portugal e ligações à rede ferroviávia nacional.

A CP, no entanto, recusou-se a participar no aumento do capital alegando dificuldades financeiras. Ao mesmo tempo foi necessário, para além do aumento do capital da Metro Mondego, rever a sua estrutura accionista dado que entretanto tinha sido criada a REFER, que passou a ser a empresa gestora de toda a infraestrutura ferroviária nacional, razão suficiente para que integrasse a estrutura accionista da Metro Mondego. No entanto, acabou por ser o Estado a suportar o aumento do capital da empresa, passando a ser o principal accionista com 53% das acções (no valor de 114,2 milhões de escudos, cerca de 571.000 euros). As três autarquias envolvidas continuaram com participações iguais mas, com 42% das acções no seu conjunto (90,5 milhões de escudos, cerca de 453.000 euros), deixaram de ser accionistas maioritários. A CP reduziu a sua participação para 2,5% (5,3 milhões de escudos, cerca de 27.000 euros) e a REFER entrou com igual valor.
A participação do Estado na empresa Metro Mondego foi visto como um forte compromisso na tentativa de recuperar os atrasos no projecto. O então secretário de Estado, Rui Cunha, anunciou que o concurso público seria lançado o mais rapidamente possível de forma a começar as obras em 2002.
Só que 2002 foi ano de eleições locais e Carlos Encarnação, recém-eleito presidente da Câmara de Coimbra exige uma revisão de todo o projecto, incluindo um estudo de viabilidade económica mas também de alternativas ao traçado no centro da cidade. É então encomendado um estudo à KPMG que incluísse uma revisão do traçado do projecto e também um plano de financiamento do mesmo. A KMPG apresentava no seu curriculum uma série de estudos sobre o tema em várias cidades europeias.
O custo do projecto era então avaliado pelo Governo em 135 milhões de euros.

### O Lançamento do Concurso Público Internacional
Em Janeiro de 2004, Armando Pereira, presidente do Conselho de Administração da Metro Mondego desde 2001, apresenta a sua demissão devido aos atrasos no lançamento do concurso para a construção do metro.
O seu sucessor, José Mariz, eleito pelos accionistas em Abril de 2004, anuncia em Maio seguinte o concurso público internacional para dentro de algumas semanas. O concurso acabaria por ser lançado pelo Governo liderado por Pedro Santana Lopes em Fevereiro de 2005.

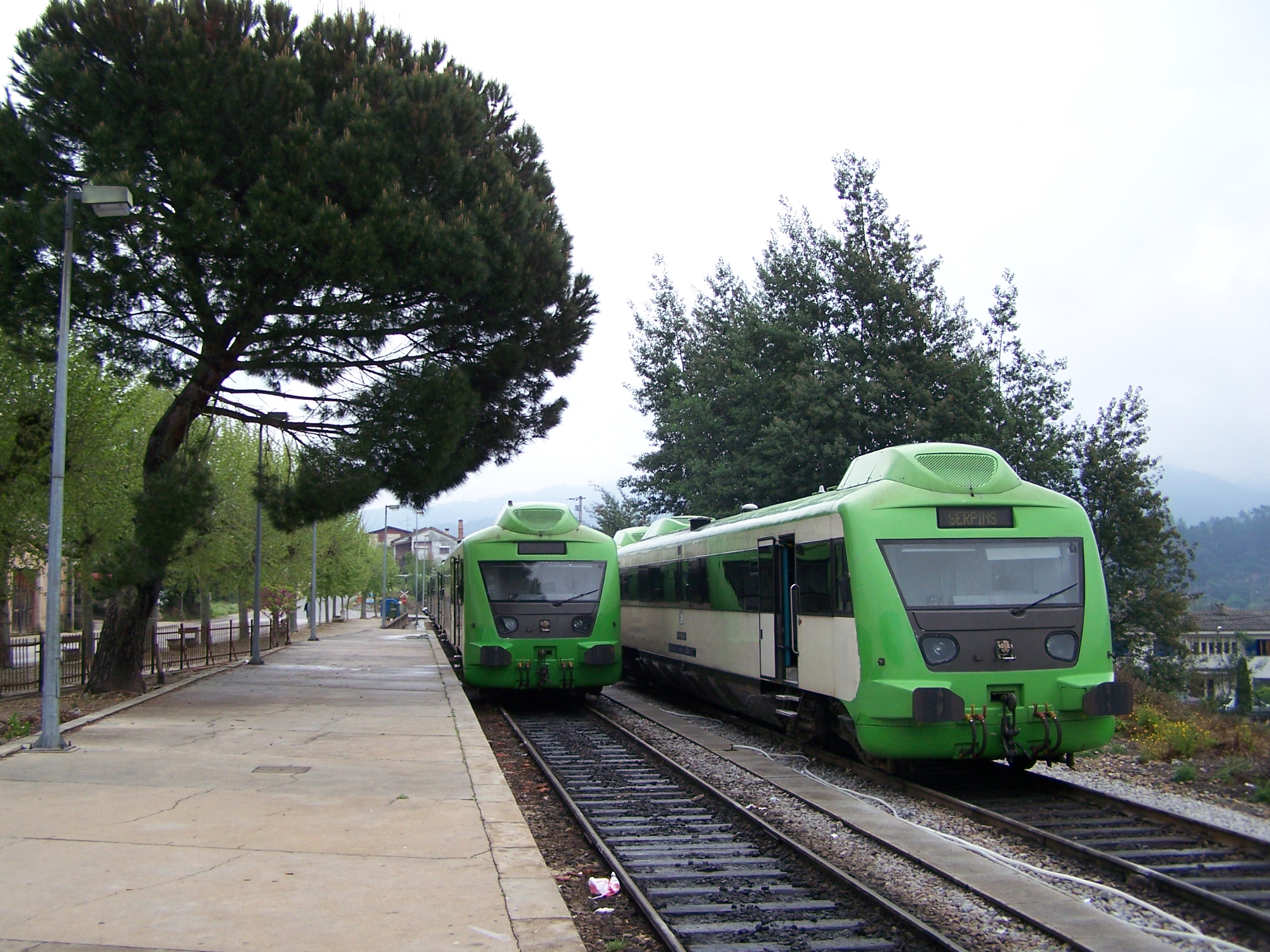
Comboios que circularam no antigo Ramal da Lousã.

As características do concurso não eram, no entanto, as inicialmente previstas, ou seja, a construção de um metro de superfície entre Coimbra B e Serpins e entre a Baixa de Coimbra e os Hospitais da Universidade de Coimbra (HUC). Este concurso definia que a linha de metro terminasse na estação Lousã e que restante percurso até Serpins fosse efectuado por autocarros. Por outro lado, o túnel de Celas seria mais extenso, terminando na entrada dos HUC, custando assim mais 40 milhões de euros do que na solução anterior em que o túnel terminava junto ao actual Hospital Pediátrico. Havia ainda uma cláusula que obrigava os concorrentes a apresentarem uma solução tecnológica alternativa ao metro de superfície no troço Ceira-Lousã. Este modelo de concurso, conhecido no início de Dezembro de 2004, foi rapidamente rejeitado pelo presidente da Câmara da Lousã, tendo sido secundado pela autarca de Miranda do Corvo. Por sua vez, o presidente da Metro Mondego justificava a opção de cortar o troço Lousã-Serpins com o baixo número de utentes (segundo números da CP para 2001) e com os elevados custos tanto de investimento como de operação. Em contrapartida, a solução rodoviária apresentava grandes vantagens quer em termos de custos como em termos de procura potencial.
Ainda assim, a 17 de Fevereiro de 2005 é lançado o concurso pelo Governo de Santana Lopes. Na altura, previa-se que com o cumprimento de todos os prazos do concurso e depois da obra o metro poderia estar a circular em 2010. Entretanto, a 11 de Março de 2005, a empresa Metro Mondego inicia os trabalhos de demolição na baixa de Coimbra que permitiriam a abertura de um corredor para o metro entre a avenida Aeminum (marginal) e a Rua da Sofia, cruzando ainda a avenida Fernão Magalhães. Ao todo foram 31 os edifícios adquiridos pela empresa o que, a juntar aos custos das demolições representou uma despesa de 3815 milhões de euros.

### Do Metro Ligeiro ao Sistema de Mobilidade do Mondego

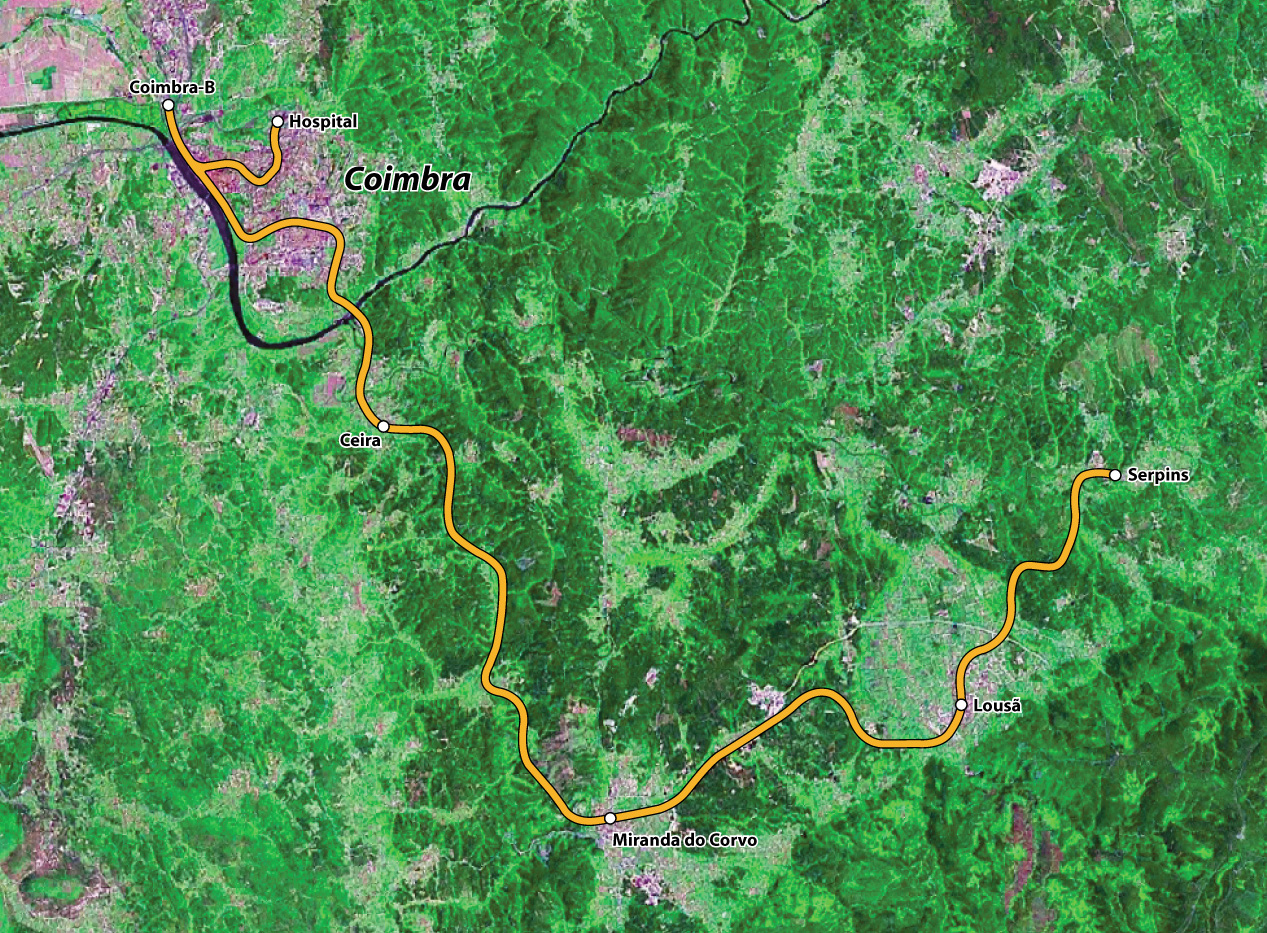
Vista aérea com o traçado do Metro Mondego.

As eleições legislativas de 20 de Fevereiro de 2005, foram vencidas por José Sócrates, desencadeada pelo anterior governo Português do Partido Socialista com uma maioria absoluta. O novo governo decidiu a resolução e rescisão antecipada do contrato a 2 de Junho de 2006, anteriormente no último dia útil antes das eleições parlamentares, este havia sido sido emitido. Este foi mesmo o fim precoce do projecto, uma vez que os dois concelhos Lousã e Miranda do Corvo a concurso contratos necessários para a aplicação das regras de concorrência estipulado em protesto não haviam sido assinados. Posteriormente, uma reorientação completa de todo o projecto, durou até Março de 2006. Nessa altura, o futuro da Metro Mondego era incerto.
A 7 de Março de 2006, o Ministério dos Transportes foi novamente chamado para redireccionar o Metro Mondego. Uma mudança importante foi a de que o sistema não é como deveria ser antes um bonde, mas a partir de agora como uma espécie de luz ferroviária regional sob o título de "comboio eléctrico" após firmemente o modelo Alemão/Francês ter sido um sucesso. Em contraste com a anterior concepção dos projectos, deveria ser a primeira linha apenas uma rede básica, para longas distâncias, de modo que passou a vantagem técnica de um comboio regional onde serão utilizados para a nova extensão para a região de Coimbra. O Ministério dos Transportes fez a proposta de uma futura expansão da rede de Condeixa-a-Nova (Sul), até à Figueira da Foz (oeste) e à Mealhada (Norte). O ministério também disse que o túnel para o hospital por uma superfície e deseja substituir a rota do comboio na cidade para ir para Serpins. Além disso, a bitola deverá, a médio e longo prazo, a nível nacional, ser trocada por turnos. Deverá passar de bitola Portuguesa larga (1668 mm) a bitola padrão europeia (1435 milímetros). Em termos globais, com a mudança de regime em si mesmo, o plano tenha sido tomado, uma maior velocidade da linha do que o habitual sistema eléctrico.

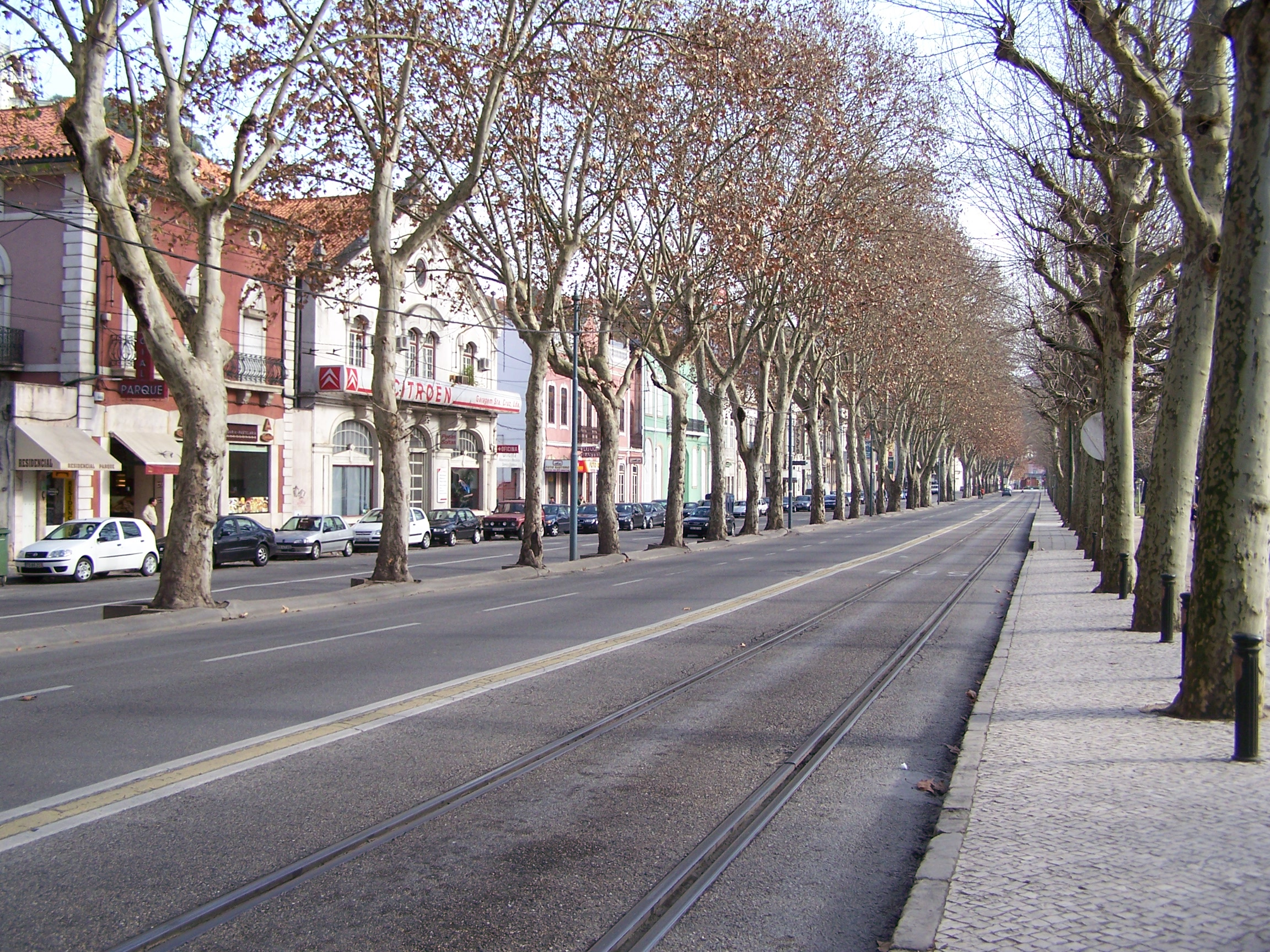
Avenida por onde circularia a linha de metro ligeiro.

O ministério informou que a construção do metro ligeiro do Mondego, seria executado em duas fases. Para começar, a modernização do Ramal da Lousã. Abrange diversos aspectos, incluindo equipamentos de sinalização, novo equipamento, o encerramento de algumas pontes ferroviárias, uma mudança de faixa, a bitola de 1435 mm em vez da de 1668 milímetros milímetros, a unificação da plataforma e reforçar as medidas em pontes e túneis. Além disso, as estações Ceira, Miranda do Corvo e Lousã irão servir como o chamado interfaces, o que significa que cada uma das estações de lugares através de uma conjugação de autocarro e comboio, com a melhor junção possível para se mudar de transportes. O trabalho também inclui a renovação da iluminação e sinalização de emergência e equipamentos das três estações. O custo por si só deveria fazer a estação Lousã a 950.000 euros, à estação de Miranda do Corvo por 2,05 milhões de euros, a estação Ceira a cerca de dois milhões de euros, ou seja, cerca de 5,5 milhões. A primeira fase é a alteração do actual veículo utilizado, um material de 1668 mm e 1435 mm. O custo total para a primeira fase, a partir de 2007 a 2008 a atingir e, em alguns casos, um bloqueio do Ramal da Lousã, foi calculado peloo Ministério dos Transportes para 52 milhões de euros.
A segunda fase compreende a faixa entre a estação de Coimbra B, o hospital universitário e a estação de Coimbra-Parque e as urbanas Coimbraer, transformando o centro da cidade, por exemplo, integrando ambos os 70 metros de comprimento. Esta segunda fase, que também inclui a electrificação do Ramal da Lousã, uma vez que inclui 246 milhões de euros, irá começar a partir de 2008 e terminará em 2011. Os primeiros comboios de Metro Mondego "serão a partir de 2011”. Numa primeira fase deverão funcionar apenas duas primeiras do Metro Mondego, Coimbra B-Serpins e uma linha entre o hospital e ao Largo de Arnado, onde as duas linhas se encontram.
O primeiro trabalho começou, apesar do futuro incerto, no ano 2005 com a demolição de algumas casas. Em seguida, a Câmara Municipal de Coimbra parou com demolição em trabalho, tanto porque o futuro do próprio projecto, assim como a situação jurídica da demolição em curso não era clara. No final de 2006, após a pausa do projecto, o Conselho Municipal de Coimbra disse que para retomar o trabalho, o custo foi por si só, no ano de 1467 milhões de euros. Uma vez que a Sociedade Metro Mondego como resultado exportados não trabalha com a Inspecção-Geral Ambiental do Ministério do Meio Ambiente tinha, de acordo com a Câmara Municipal e também a empresa do projecto não teria sido necessário ter o Ministério do Meio Ambiente a multar a empresa Metro Mondego a uma pena de 26.500 euros. A decisão do tribunal de Coimbra reduziu a pena para 10.500 euros. Devido a estas alegadas irregularidades, o Bloco de Esquerda abriu um inquérito parlamentar sobre comissão do Metro Mondego.
Para o fornecimento de informações e transmissão de Coimbra (população e de outras partes interessadas), a Sociedade Metro Mondego em Março de 2007 criou o "espaço Metro Mondego", em Coimbra no centro da cidade. Desde a abertura sobre o assunto tema pode ser encontrado ali, exposições temporárias, a primeira exposição foi em Dezembro de 2006 comemorou 100 anos de aniversário do Ramal desde Lousã.

### Início das obras e suspensão do projecto
No seguimento das orientações dadas pelo Governo em 2006, foi dado início à 1ª fase do projecto com o arranque das obras de reabilitação do Ramal da Lousã, em Dezembro de 2009 no troço Serpins - Miranda do Corvo e em Janeiro de 2010 no troço Miranda do Corvo - Alto de São João (Coimbra). Como consequência do inicio da obras, terminou em Janeiro de 2010 o serviço da CP no Ramal da Lousã, que desde 1906 ligava os concelhos de Lousã e Miranda do Corvo à capital do distrito, Coimbra através de automotoras a diesel.
Foram lançados ainda vários concursos para os outros troços do Ramal da Lousã, para o Material Circulante e para as infra-estruturas técnicas (Sinalização, Telecomunicações e Energia).
As estações de Sobral de Ceira, Lousã e Miranda do Corvo entretanto já tinham beneficiado de obras de melhoramento com vista à sua transformação em interfaces modais onde se pode fazer o rebatimento entre os vários meios de transporte (privado e público).
O concurso para o Material Circulante foi lançado pela CP e os das infra-estruturas foram lançados pela REFER. Os custos da 1ª fase rondam os 300 milhões de Euros e serão suportados por estas empresas públicas.
Em Novembro de 2011, o ministro dos Assuntos Parlamentares, Miguel Relvas, afirmou que o projecto do Metro do Mondego estava suspenso e que se encontrava a ser avaliada a extinção da sociedade que o geria.
Em 2012, estava previsto iniciar-se a segunda fase, com a construção da Linha do Hospital e a aquisição de mais Material Circulante mas devido às circunstâncias referidas atrás a data poderá não ser aquela. Entretanto, o canal na baixa de Coimbra por onde vai passar esta linha tem sido aberto através da demolição de vários edifícios, a maioria dos quais em adiantado estado de degradação. A curto prazo ficará aberto todo o canal e será construído um edifício pórtico na intersecção com a Rua da Sofia. A intersecção da Linha do Hospital com a Linha da Lousã vai situar-se junto ao rio Mondego. Com a concretização desta linha, a rede urbana do Metro Mondego ascenderá a dez quilómetros.

## Linhas
Está planeada a construção de 2 linhas numa fase inicial, em baixo mais especificadas:
| Trajecto: Estação Velha - Sobral de Ceira Comprimento: 10,7 km Número de Estações: 20 Distância Média Entre Estações: 535 m Estações: - Coimbra B/Velha - Padrão/Monte Formoso - Açude/Choupal - Arnado - Aeminium/Loja do Cidadão - Portagem - Parque - Rainha Santa - Arregaça - Norton de Matos - São José - Estádio - Solum - Casa Branca - Vale das Flores - Alto de São João - Portela/Parque de Campismo - Quinta da Ponte - Ceira - Sobral de Ceira | Trajecto: Sobral de Ceira - Serpins Comprimento: 26,9 km Número de Estações: 14 Distância Média Entre Estações: 1 921 m Estações: - Sobral de Ceira - Vale de Açor - Trémoa - Moinhos - Lobazes - Miranda do Corvo - Corvo - Padrão - Meiral - Lousã A - Lousã - Espírito Santo - Casal de Santo António - Serpins | Trajecto: Aeminium/Lj.Cidadão - H.Pediátrico Comprimento: 4 km Número de Estações: 11 Distância Média Entre Estações: 364 m Estações: - Aeminium/Loja do Cidadão - Santa Cruz/Câmara - Mercado - Praça da República - Universidade/Sé Nova - Arcos do Jardim/João Paulo II - Sereia - Cruz de Celas - Universidade - Polo III - HUC - H.Pediátrico |

## Futuro Veículo
Sobre o futuro do veículo do Metro Mondego (material em si) é pouco conhecido, somente os dados básico através de artigos da imprensa e informações a partir do Metro Mondego, SA. Os veículos terão 2,65 metros de largura e até 45 metros de comprimento e cerca de 80 lugares. A velocidade máxima será a 105 quilómetros por hora, bem acima dos 80 quilómetros por hora do euro eléctrico Metro do Porto. Os carris também estão na bitola padrão europeia de tráfego e, de acordo com o jornal de relatórios, tanto quanto possível permitir a partilha de cadeira de rodas. Esta é uma aplicação completa com piso rebaixado. Duas séries de veículos automóveis, o que corresponde a grande parte destes requisitos (incluindo o Avanto), estão actualmente a ser fabricados pela Siemens Transportation Systems, e a Flexity Outlook Bombardier Transportation.
Não se sabe onde será a oficina operacional do Metro Mondego para os futuros veículos. Até agora, cada veículo tem ficado num mini armazém na estação de Estação Coimbra B. Em Estação Serpins (terminal) está a maior parte da área para monitorar o posicionamento dos veículos utilizados, também existem as necessárias bombas para veículos com motor diesel do Ramal da Lousã. Durante o primeiro concurso foi planeado, uma oficina perto do Choupal, perto da Coimbraer Mondego a construir. Depois de o governo decidir onde se instalará a oficina. No entanto, esses planos não a perseguir. Uma vez que é nas zonas urbanas (Coimbra) onde há pouco espaço para uma oficina, apareceu a hipótese de que os comboios fiquem numas instalações em Serpins.

## Planos de Expansão
Desde a Lousã e os relacionados com o realinhamento do Metro Mondego, pele cidade para o transporte regional são feitas pelo Ministério Português dos Transportes várias propostas para uma maior expansão. Uma proposta é a extensão do Metro Mondego de Coimbra para o oeste, para a cidade da Figueira da Foz. No entanto, é ainda claro se a ligação existente electrificada no Ramal de Alfarelos, Montemor-o-Velho e Verride, dos seus 17 km já sobre a linha Figueira da Foz -Coimbra, ou mesmo o Ramal da Figueira da Foz em Pampilhosa, Cantanhede e Alhadas, sobre o quotidiano três pares de comboios. O ministério não deu detalhes ao jornal e os artigos existentes são contraditórios em relação a este ponto. O presidente da Câmara Municipal da Figueira da Foz, em princípio, acolhida favoravelmente a proposta.
Uma nova prorrogação é possível, na cidade de Coimbra, no norte na Mealhada, onde da rota da CP de Aveiro-Coimbra (Linha do Norte) está relacionado com Coimbra. Também aqui, seria o Metro Mondego, em parte, nas faixas da CP para Mealhada. Inclui também uma extensão directamente até ao coração da comunidade. Porém o presidente da câmara da Mealhada, diz que actualmente não há necessidade de uma tal ligação e uma vez chamado para a expansão da Estrada Nacional IC2. No Sul, o Metro Mondego ligaria a Condeixa-a-Nova. Esta cidade não tem até agora nenhuma ligação ferroviária e só é possível viajar através de transportes públicos com os serviços regionais de autocarro na capital do distrito, Coimbra. Ali perto, na cidade de Condeixa, é o Aeroporto Regional de Coimbra, mas apenas de importância secundária.

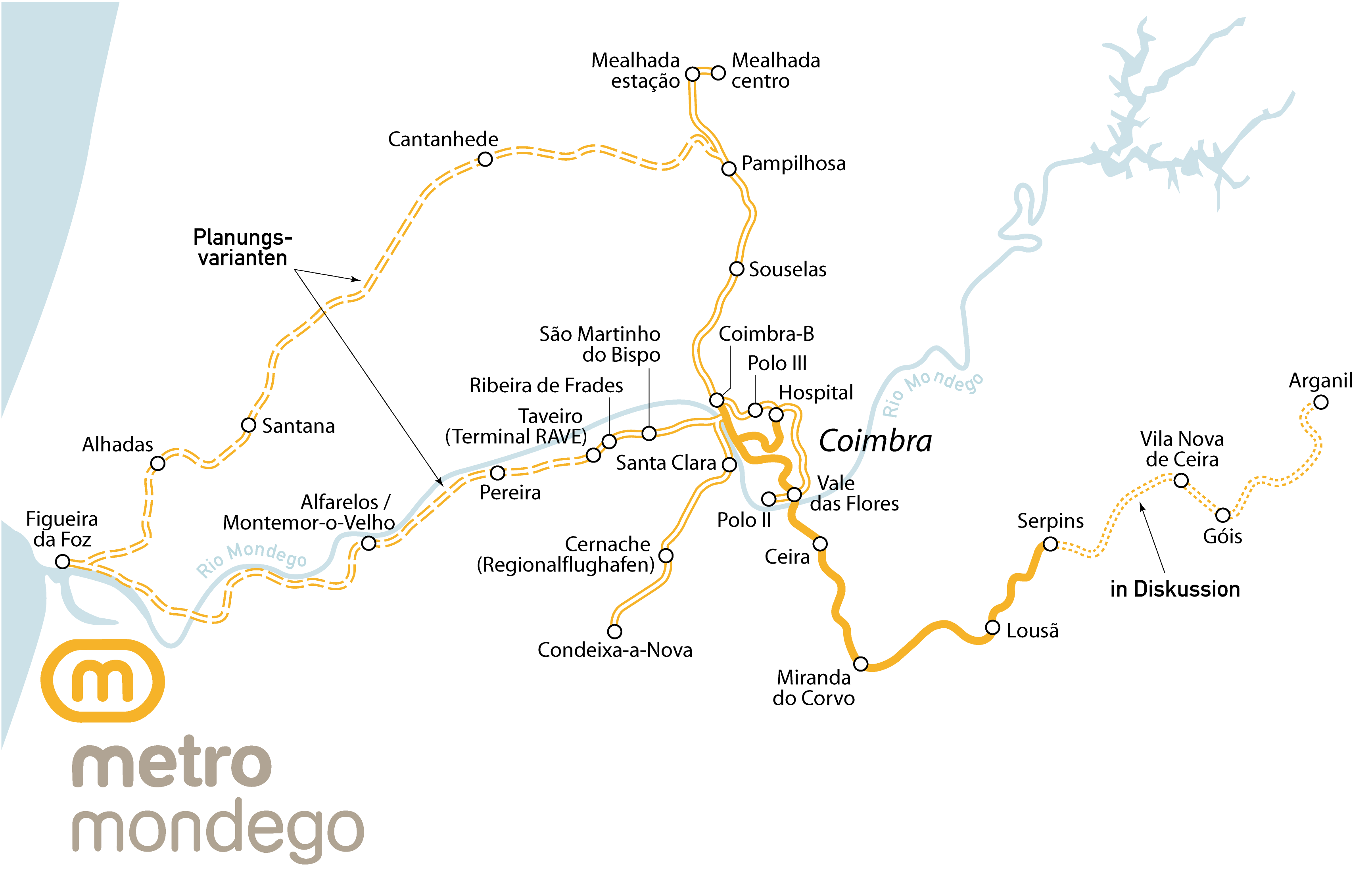
Mapa das possíveis expansões do Metro Mondego.

A médio e longo prazo, estas três propostas de prorrogação do Ministério Português dos Transportes, um eixo transversal Leste-Oeste via Figueira da Foz estação de Coimbra B-Serpins Lousã e norte-sul via Mealhada estação Coimbra-B Condeixa está formada. Além disso, o Ministério propôs prorrogação para o futuro da estação de comboios de alta velocidade na rota da CP, Porto - Lisboa, localizada no município São Taveiro. Por causa de uma conexão rápida forçando ambas as cidades e de uma possível nivelação, e uma rota sem restrições à velocidade, o Ministério encara o projecto de "discurso como Cidade Alta Velocidade", foi dito também "há maneira de o comboio convencional de ligar os novos comboios de alta velocidade a uma estação ferroviária, por exemplo, Coimbra-B, para se concentrar”.
Todas as prorrogações, especialmente as três primeiras seriam as dificuldades técnicas para o mesmo. Está prevista a execução de metro na bitola comum à  rede ferroviária europeia (padrão) de 1435 milímetros. Poderia levar a dificuldades em estender o funcionamento de outras redes ferroviárias nacionais, como esta quase inteiramente em faixas com a  bitola Portuguesa larga ( de 1668 milímetros) ou restrita (1000 milímetros). Uma possível solução é a construção de novas pistas de bitola padrão, a par das já existentes, mas é mais caro, e não topograficamente impossível. Em alternativa, a conversão completa da linha normal da pista em questão, uma outra versão cara, que também serviria para o funcionamento dos veículos. Uma outra dificuldade decorre da aplicação do previsto sistema de luzes da rede ferroviária. Se o funcionamento alargado a outras estradas, mas há também o funcionamento normal dos comboios, manter a CP seria difícil a partir da plataforma necessária devido a problemas com alturas. Uma solução susceptível, seria de plataformas, algumas de linha baixa ferroviária com a passagem de nível, bem como passagens par carros para a entrada de veículos existentes da CP.
Outra proposta é uma extensão da rede, a pedido dos concelhos de Arganil. Já a construção do Ramal da Lousã, desde o início do Século XX, era originalmente a construção do caminho até lá. Até 1930 atingiu a linha lateral, mas apenas a estação Serpins. As dificuldades financeiras, nos princípios de 1930, impediram uma extensão até Arganil. Ainda hoje a cidade vê-se a si própria com a pobre estação de autocarros regionais existentes e, por isso, apela para o desenvolvimento do futuro metro ligeiro com a rota de Góis para Arganil.
Para reforçar ainda mais as possibilidades de expansão futura, o urbano-regional da rede Metro Mondego, enviou para o Ministério Português dos Transportes do Instituto Superior Técnico, parte da Universidade de Lisboa, um estudo para explorar novas zonas.